# 松木聖
松木 聖（まつき ひじり、1949年2月15日 - ）は、日本の元女優。本名同じ。姉は女優の松木路子。
福岡県出身。筑紫女学園高等学校卒業。楡プロダクションに所属していた。

## 人物
1967年に劇団雲の研究生となる。研究生時代よりテレビドラマに出演するが、小柄であるため実年齢より年下の役柄が多かったことから、大人の女優を目指して1969年に劇団雲を退団する。しかし、移籍した事務所でも思うような仕事が来なかったため、1971年に芸能界からの引退を決意して帰郷する。
1972年、ライオン奥様劇場『落城の舞い』（フジテレビ）の主演に予定されていた姉・路子のスケジュールが合わず、代わりに出演話が持ち込まれ、本作のヒロインである千姫役で復帰する。当時の紹介記事では「年齢相応の青春ドラマをはじめ、いろいろな作品に出演して経験を積んでいきたい」と述べている。
1973年、特撮テレビドラマ『キカイダー01』（NET）にレギュラー出演。『01』で監督を務めた永野靖忠は、松木の姉・路子の夫だったため、プロデューサーの吉川進は「演技指導はやりにくそうだった」と述懐している。

## 出演

### テレビドラマ
- 怪奇大作戦 第12話「霧の童話」（1968年、TBS） - 美紀
- 素浪人 花山大吉 第44話「おいらの父ちゃんカモだった」（1969年、NET）- おきみ
- 俺は用心棒 第2シリーズ 第8話「宿場からは遠く」（1969年、NET）
- 銭形平次（CX）
  - 第170話「お関殺し」（1969年） - お玉
  - 第187話「二つの証言」（1969年） - お秋
  - 第345話「残侠流転」（1972年） - お京
  - 第416話「死神が子を招く」（1974年） - お芙佐
  - 第461話「佐渡の恋唄」（1975年） - お美代
  - 第514話「子の刻参上」（1976年） - お園
  - 第553話「人形は見ていた」（1976年） - お冴
  - 第584話「男の錦」（1977年） - お糸
  - 第643話「姿なき殺人」（1978年） - お久
- 天を斬る 第4話「紫の袱紗」（1969年、NET）
- 甘柿しぶ柿つるし柿（1969年 - 1970年、TBS） - 山宮三千代
- 彦左と一心太助 第25話「太助危機一髪」（1970年、TBS） - 桔梗
- ありがとう 第1シリーズ 第7話（1970年、TBS） - 女子高生
- 紫頭巾 第24話「尼寺に?」（1972年、12ch） - 妙法尼
- 世なおし奉行 第24話「幽霊小判」（1972年、NET）
- ライオン奥様劇場（CX）
  - 落城の舞い（1972年） - 主演・千姫
  - 徳川の夫人たち（1974年）
- おんな組アクション控 第3話「女の敵! 許しません」（1972年、12ch）
- 家光が行く 第13話「大江戸日本晴れ」（1972年、NTV） - お光
- 熱血猿飛佐助 第12話「明日に向って!!」（1972年、TBS） - 藤乃
- アイアンキング 第14話「脳波ロボットの秘密」（1973年、TBS） -  福永美千子
- 人造人間キカイダー 第30話「アカネイカ美人女子大生を狙う」（1973年、NET） - 島村ちどり
- 水戸黄門（TBS）
  - 第4部 第11話「地獄に落ちた悪い奴 -庄内-」（1973年） - お牧
  - 第8部 第13話「芝居になった漫遊記 -伊勢-」（1977年） - お道
- 子連れ狼 第15話「北から南 西から東」（1973年、NTV）
- 連続テレビ小説 / 北の家族（1973年 - 1974年、NHK）
- キカイダー01 第15話「爆発 ジャイアントデビルの秘密」 - 第46話「よいこの友達 人造人間万才!」（1973年 - 1974年、NET） - ミサオ
- 助け人走る 第18話「放蕩大始末」（1974年、ABC） - お咲
- 江戸を斬る 梓右近隠密帳 第18話「大奥に挑む」（1974年、TBS） - お縫
- 八州犯科帳 第7話「絵馬堂に消えた女」（1974年、CX）
- せなかあわせ（1974年、KTV）
- ご存じ金さん捕物帳（NET）
  - 第10話「阿波おどり見参」（1974年） - お妙
  - 第27話「桜吹雪が春を呼ぶ」（1975年） - おかよ
- 運命峠 第14話 「春待つ大奥」(1975年1月8日、関西テレビ、東映) - おるい
- 破れ傘刀舟 悪人狩り（1975年、NET）
  - 第17話「他人の顔」 - 千鶴
  - 第39話「どぶ木戸の詩」 - おるい
- 伝七捕物帳 第61話「島帰り 涙の呼子鳥」（1975年、NTV） - お八重
- 江戸の旋風（CX）
  - 同心部屋御用帳 江戸の旋風II
    - 第16話「幽霊の影」（1976年）
    - 第49話「暮六ツが勝負」（1977年）

  - 同心部屋御用帳 江戸の旋風III 第24話「呪いの藁人形」（1977年）
- 特別機動捜査隊（NET）
  - 第755話「甘えるな英太」（1976年） - 田宮待子
  - 第766話「赤ちゃんの詩」（1976年） - 佐久間玲子
  - 第776話「地獄舞」（1976年） - 渡晶子
  - 第783話「妻の日記帳」（1976年） - 加藤新子
  - 第785話「暴走時代」（1976年） ｰ 丹波律子
  - 第796話「夕陽の波止場」（1977年） - 小谷みどり
- 五街道まっしぐら! 第5話「赤鬼が棲む妙高山」（1976年、NET）
- 桃太郎侍 第14話「祭囃子に咲いた恋」（1977年、NTV） - お峯
- 超神ビビューン 第31話「影を食べられる? 泣くなガキ大将」（1977年、NET） - 切手売りの女（カゲオトコ人間態）
- 遠山の金さん 第77話「北の海から来た男」（1977年、NET） - おきぬ
- Gメン'75 第93話「29の死神の手紙」（1977年、TBS）- 城都大学職員
- 特捜最前線 第1話「愛の十字架」（1977年、ANB） - 西田幸子
- 江戸を斬るIII 第18話「医は仁術か算術か」（1977年、TBS） - お美濃
- 人形佐七捕物帳 第15話「火事を出した幽霊」（1977年、ANB）
- 快傑ズバット
  - 第31話「対決! 真犯人首領L?」
  - 第32話「さらば斗いの日々、そして」（1977年、12ch）- 皆川理沙
- 大岡越前 第5部 第24話「仇討ち幽霊駕籠」（1978年、TBS） - おとよ
- 吉宗評判記 暴れん坊将軍 第11話「日本一の木遣唄」（1978年、ANB） - おとせ
- 太陽にほえろ! 第296話「ミスプリント」（1978年、NTV） - 松浦夫人
- 新幹線公安官 第2シリーズ 第16話「呪われたワイングラス」（1978年、ANB）
- 新五捕物帳 第27話「愛の調べに架ける虹」（1978年、NTV） - お園

### 映画
- 小さなスナック（1968年、松竹）

### 舞台
- 霧の中（1968年、劇団欅）